# Anja Schlewing
Anja Schlewing (* 28. September 1957 in Lorch) ist eine deutsche Juristin und ehemalige Richterin am Bundesarbeitsgericht.

## Leben und Wirken
Nach dem Abitur 1976 am Gymnasium Hammonense studierte Schlewing bis 1979 zunächst an der Fachhochschule für öffentliche Verwaltung Nordrhein-Westfalen. Anschließend arbeitete sie bis 1982 als Stadtinspektorin bei der Stadt Hamm. 1982 entschloss sie sich, einen juristischen Beruf zu ergreifen und Rechtswissenschaften an der Universität Münster zu studieren. Dort legte sie 1987 ihr Erstes Juristisches Staatsexamen ab. In der Folge war Schlewing als wissenschaftliche Mitarbeiterin von Wilfried Schlüter tätig. Unter dessen Betreuung wurde sie 1990 mit der arbeitsrechtlichen Arbeit „Der Umfang betrieblicher Mitbestimmung bei der Vergabe freiwilliger betrieblicher Sozialleistungen nach § 87 Abs. 1 Nr. 10 BetrVG“ zur Dr. iur. promoviert. Im April 1992 legte sie in Nordrhein-Westfalen nach vorangegangenem Referendariat ihr Zweites Staatsexamen ab und war anschließend in einer Bielefelder Anwaltskanzlei tätig, bevor sie zum Oktober 1992 als Verwaltungsrichterin in den Justizdienst des Landes Nordrhein-Westfalen eintrat. Dort wurde sie bis Mai 1996 an den Verwaltungsgerichten Minden und Münster eingesetzt.
Zum 1. Juni 1996 wechselte Schlewing in die Arbeitsgerichtsbarkeit des Landes Nordrhein-Westfalen und wurde am Arbeitsgericht Dortmund eingesetzt. Zum Juli 2004 wechselte sie als Vorsitzende Richterin an das Landesarbeitsgericht Hamm. 2007 wurde sie als Richterin an das Bundesarbeitsgericht gewählt und dem 3. Senat zugewiesen, dessen stellvertretende Vorsitzende sie 2012 wurde. Im Juli 2014 wurde Schlewing von der Universität Bielefeld, wo sie seit 2006 Lehraufträge wahrnimmt, zur Honorarprofessorin ernannt. Seit September 2015 war Schlewing Vorsitzende des vorwiegend für Schadensersatz, Betriebsübergänge und damit verbundene Kündigungen, Weiterbeschäftigungs- oder Wiedereinstellungsansprüche zuständigen 8. Senats des Bundesarbeitsgerichts. Mit Ablauf des 31. August 2023 trat sie in den Ruhestand. Günter Spinner folgte ihr in das Amt nach.